# 巴尔杜
巴尔杜（法語：Bardou，法語發音：[baʁdu]）是法国多尔多涅省的一个市镇，位于该省南部，属于贝尔热拉克区。

## 地理
巴尔杜（44°44'14"N, 0°41'4"E）面积4.76 平方千米，位于法国新阿基坦大区多爾多涅省，该省份为法国西南部内陆省份，是法國本土面积第三大的省，大致对应佩里戈尔地区，北起顺时针与夏朗德省、上维埃纳省、科雷兹省、洛特省、洛特-加龙省、吉倫特省和滨海夏朗德省接壤。
与巴尔杜接壤的市镇（或旧市镇、城区）包括：蒙萨克、布瓦斯、蒙托、诺萨讷、圣莱昂迪西雅克。

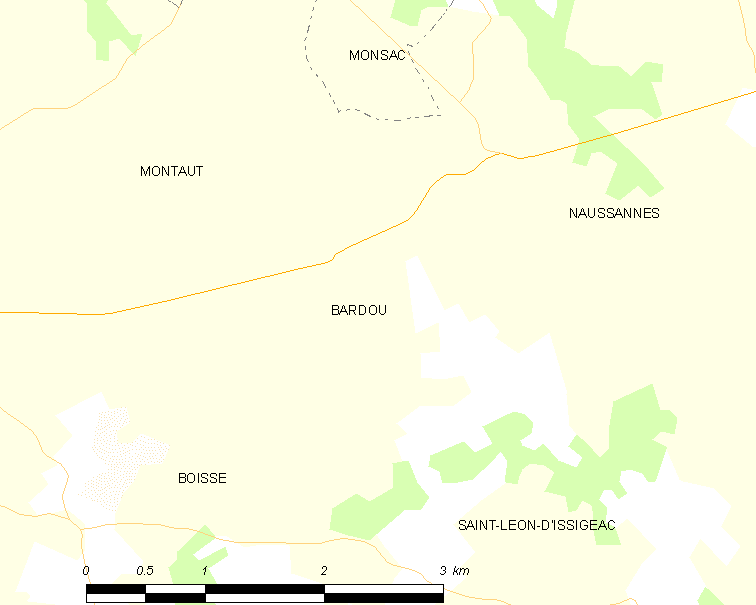
巴尔杜的OSM定位图

巴尔杜的时区为UTC+01:00、UTC+02:00（夏令时）。

## 行政
巴尔杜的邮政编码为24560，INSEE市镇编码为24024。

## 政治
巴尔杜所属的省级选区为南贝尔热拉库瓦县。

## 人口

1962-2008年间巴尔杜人口变化图示

巴尔杜于2022年1月1日时的人口数量为43人。